# Estação Laranjeiras
Laranjeiras é uma estação do Metropolitano de Lisboa. Situa-se no concelho de Lisboa, em Portugal, entre as estações Alto dos Moinhos e Jardim Zoológico da Linha Azul. Foi inaugurada a 14 de outubro de 1988 em conjunto com as estações Colégio Militar / Luz e Alto dos Moinhos, no âmbito da expansão desta linha à zona de Benfica.

## Descrição
Esta estação está localizada na Estrada das Laranjeiras, junto ao entroncamento com a Rua Xavier de Araújo. O projeto arquitetónico é da autoria do arquiteto António J. Mendes e as intervenções plásticas do pintor Rolando Sá Nogueira com a colaboração do escultor Fernando Conduto.

## Acessos
Esta estação conta com três acessos pedonais:
- Acesso 1 - está localizado numa zona pedonal entre a Estrada das Laranjeiras e a Rua Xavier de Araújo. Está direcionado para nordeste e foi construído ao nível da superfície.
- Acesso 2 - está localizado na Rua Xavier de Araújo. Está direcionado para sudeste e conta com escadas pedonais.
- Acesso 3 - está localizado na Rua Xavier de Araújo. Está direcionado para noroeste e conta com escadas pedonais.